# Diplonotos obesus
Diplonotos obesus är en mossdjursart som beskrevs av Gordon 1993. Diplonotos obesus ingår i släktet Diplonotos och familjen Bifaxariidae. Inga underarter finns listade i Catalogue of Life.